# Скровиште (манга)
Скровиште (енгл. Hideout) је манга коју је написао и илустровао Масасуми Какизаки. Објављивала се од 14. јуна до 23. августа 2010. године у Шогакукановој манга ревији Big Comic Spirits. Поглавља су обједињена у танкобон 30. новембра 2010. године.
У Србији, мангу је превела издавачка кућа Дарквуд 2022. године.

## Радња
Романописац Сеичи Киришима је имао све: добар посао, жену и сина. Али срећа је кратког века и тама му обузима срце. Он планира да доврши последњи роман и убије своју жену која је бесна на њега због синовљеве смрти. Почиње застрашујући силазак у пакао…

## Списак поглавља
| Бр. | Првобитни датум издања | Првобитни         | Датум издања на српском | на српском        |
| --- | ---------------------- | ----------------- | ----------------------- | ----------------- |
| 1 | 30. новембар 2010.     | 978-4-09-183613-7 | 14. септембар 2022.     | 978-86-6163-599-1 |
| \| - 1. „Урокљиве очи” - 2. „Кошмар” - 3. „Сви умиру” - 4. „Упомоћ” - 5. „Обрт” - 6. „Сахрањено је” - 7. „Жив или мртав” - 8. „Нова породица” - 9. „Спирала смрти” \| |                        |                   |                         |                   |
| - 1. „Урокљиве очи” - 2. „Кошмар” - 3. „Сви умиру” - 4. „Упомоћ” - 5. „Обрт” - 6. „Сахрањено је” - 7. „Жив или мртав” - 8. „Нова породица” - 9. „Спирала смрти”       |                        |                   |                         |                   |